# 맨 인 블랙 (영화)
《맨 인 블랙》(영어: Men in Black)은 배리 소넌펠드가 감독을 맡고 1997년 개봉한 미국의 SF 액션 첩보 영화이다. 로웰 커닝햄이 만든 동명의 만화를 원작으로 일반인들에게는 베일에 쌓여있는 특수조직 소속의 감시요원(MIB)인 두 남자를 주인공으로 하고 있으며, 정부 비밀기관의 감시하에 인간의 모습으로 변장하고 지구 곳곳에 살고 있는 외계인들을 통제하고 불법 거주 외계인을 막아내 지구의 평화를 지켜낸다는 내용이다. 토미 리 존스와 윌 스미스가 주연을 맡았다.
1997년 7월 2일에 미국에서 개봉했고, 대한민국에서는 1997년 7월 12일에 개봉해 전세계적으로 5억 8,939만 539 달러를 벌어들이며 흥행에 성공했다. 이후, 속편의 영화가 2002년 《맨 인 블랙 2》, 2012년 《맨 인 블랙 3》가 시리즈로 제작되었다.

## 줄거리
1961년, 외계인과의 첫 접촉 이후 맨 인 블랙(MIB) 조직이 설립된다. MIB는 지구를 인간들 사이에 비밀리에 살고 있는 외계인 난민들을 위한 중립 지대로 지정한다. 요원들은 외계 활동을 감시하고, 뉴럴라이저 장치를 사용하여 기억을 지워 비밀을 유지한다.
1997년, MIB 케이 요원과 디 요원은 멕시코-미국 국경에서 국경 순찰 작전을 방해하여 마이키라는 외계인을 붙잡는다. 마이키가 폭력적으로 변하자 케이는 그를 죽이고 순찰관들의 기억을 지운다. 디는 계속하기에는 너무 늙었다고 느끼며, 은퇴할 수 있도록 케이에게 기억을 지워달라고 부탁한다.
얼마 후, 뉴욕 경찰국 소속 경찰관 제임스 대럴 에드워즈 3세는 자신이 외계인임을 모르는 용의자를 체포한다. 그 외계인은 다가올 위협을 경고한 후 자살한다. 제임스의 활약에 감명받은 케이는 그를 MIB에 영입한다. 일련의 테스트를 완료한 후 제임스는 제이 요원이 되고, 그의 이전 신분은 공적 기록에서 삭제된다.
한편, "버그"라고 알려진 적대적인 외계인이 뉴욕 북부에 불시착한다. 버그는 에드거라는 농부를 죽이고 그의 피부를 위장으로 사용한다. 타블로이드 뉴스 기사에서 정보를 얻은 케이와 제이는 에드거의 아내를 심문한다. 그들은 버그가 위장하고 지구에 살던 외계인 두 명을 죽였다는 것을 알게 된다. 그들의 시신은 애완 고양이와 함께 검시관 로렐 위버가 감독하는 영안실로 보내진다.
영안실에서 외계인은 제이와 로렐에게 "은하계는 오리온의 허리띠에 있다"고 말한 후 죽는다. 로렐의 기억을 지운 후, 케이는 그 외계인이 아퀼리안 제국의 왕자 로젠버그임을 확인한다. 케이와 제이는 외계인 정보원인 퍼그 프랭크를 방문하고, 그가 미니어처 은하계를 보호하고 있었음을 알게 된다. 이 은하계는 버그가 아퀼리안을 파괴하는 데 사용하려는 강력한 에너지원이다. 곧 아퀼리안 전함이 지구 궤도에 도착하여 MIB에게 은하계를 돌려주거나 지구를 파괴하겠다고 요구한다.
제이와 버그는 은하계가 로젠버그의 고양이 오리온의 목걸이에 있었고, 이제 로렐과 함께 있다는 것을 깨닫는다. 버그는 로렐을 붙잡고 은하계를 삼킨다. 아퀼리안들이 버그를 막기 위해 지구를 파괴할 준비를 하자, MIB는 모든 교통 수단을 봉쇄한다. 제이는 버그가 1964년 세계 박람회 동안 MIB가 뉴욕 주 파빌리온에 비행접시들을 숨겼던 곳으로 향할 것이라고 추측한다.
그 장소에서 버그는 로렐과 함께 탈출하려 한다. 로렐이 잠시 풀려나자 요원들은 비행선을 격추시킨다. 버그는 인간의 껍질을 벗고 본모습을 드러내며 요원들의 무기를 삼킨다. 케이는 자신의 무기를 안에서 되찾기 위해 기꺼이 먹힌다. 제이가 버그를 방해하는 동안 케이는 안에서 버그를 쏴서 산산조각 낸다. 로렐은 제이의 총을 사용하여 버그를 완전히 처리한다.
아퀼리안들에게 은하계를 돌려준 후, 케이는 제이를 자신의 후임으로 훈련시키고 있었음을 밝힌다. 제이는 케이가 은퇴할 수 있도록 그의 기억을 지운다. 나중에 제이는 MIB에 합류하여 엘 요원이 된 로렐과 함께 계속 임무를 수행한다.

## 배역
- 토미 리 존스 - 케이 요원 역
- 윌 스미스 - 제이 요원 역
- 린다 피오렌티노 - 로럴 위버 역
- 빈센트 도노프리오 - 에드거 / 바퀴벌레 외계인 역
- 립 톤 - 제드 요원 역
- 토니 샬호브 - 잭 집스 역
- 시옵한 폴론 - 베아트리체 / 에드거의 아내 역
- 마이크 너스봄 - 젠틀 로젠버그 역
- 존 그리스 - 반 드라이버 역
- 세르지오 칼데론 - 조시역
- 카렐 스트류컨 - 아르킬리안 역
- 프레드릭 렌 - 야누스 INS 요원 역
- 리차드 해밀턴 - 디 요원 역
- 켄트 폴콘 - 육군 소령 역
- 키스 캠벨 - 외계인 역
- 켄 도리 - 바퀴벌레 청소부 역
- 패트릭 브린 - 레직 역
- 데이빗 크로스 - 안치소 직원 역

## 수상 및 후보 정보
- 미국 아카데미상
  - 최우수 분장상 (수상)
  - 최우수 미술상 (후보)
  - 최우수 뮤지컬/코미디 음악상 (후보)
- 골든 글로브상
  - 영화 뮤지컬/코미디 최우수 작품상 (후보)
- 미국 영화 연구소(AFI)
  - AFI 100주년 - 미국 영화 베스트 100 (후보)
  - AFI 100주년 - 미국 영화 영웅과 악당 베스트 100 (후보)
  - AFI 100주년 - 미국 영화 음악 베스트 100 (후보)
  - AFI 100주년 - 미국 영화 명대사 베스트 100 (후보)
  - AFI 100주년 - 공상 과학 영화 (후보)

## 한국판 성우진

### KBS (2001년 9월 30일)
- 설영범 - 케이(토미 리 존스)
- 김일 - 제이(윌 스미스)
- 서혜정 - 로렐 위버(린다 피오렌티노)
- 문관일 - 바퀴벌레 외계인(빈센트 도노프리오) / 프랭크(팀 브래니)
- 황원 - 디(리차드 해밀턴) / 로젠버그(마이크 너스봄)
- 문영래 - 제드(립 톤)
- 김정경 - 바퀴벌레 청소부(켄 도리)
- 유해무 - 집스(토니 샬호브)
- 이봉준 - 경찰 조사관(월리 C. 카펜터)
- 임은정 - 베아트리스(셔반 팰런 호건)
- 김옥경 - 이르마 에들슨(노마 진 그로)
- 한호웅 - 외계인(키스 캠벨) / 경찰
- 이주원 - 안치소 직원(데이비드 크로스) / 경찰
- 이원준 - 레직(패트릭 브린) / 경찰(프레드릭 렌) / 육군 소령(켄트 폴콘)

### SBS (2007년 10월 20일)
- 김태훈 - 케이(토미 리 존스)
- 김일 - 제이(윌 스미스)
- 문선희 - 로렐 위버(린다 피오렌티노)
- 황윤걸 - 에드가 / 바퀴벌레 외계인(빈센트 도노프리오)
- 조동희 - 제드(립 톤)
- 김규식 - 디(리차드 해밀턴) / 로젠버그(마이크 너스봄)
- 강연숙 - 이르마 에들슨(노마 진 그로)
- 김창주 - 경찰 조사관(월리 C. 카펜터)
- 이선호 - 레직의 아내(베키 앤 베이커)
- 김강산 - 집스(토니 샬호브)
- 송덕희 - 베아트리스(셔반 팰런 호건)
- 서광재 - 바퀴벌레 청소부(켄 도리)
- 장호비 - 레직(패트릭 브린) / 경찰(마이클 골드핑거) / 안치소 직원(데이비드 크로스)
- 홍진욱 - 프랭크(팀 브래니) / 외계인(키스 캠벨) / 경찰(프레드릭 렌)